# شهران (افغانستان)
شهران (به لاتین: Shahran) یک منطقهٔ مسکونی در افغانستان است که در ولایت بدخشان واقع شده‌است.